# Gayenna orizaba
Gayenna orizaba là một loài nhện trong họ Anyphaenidae.
Loài này thuộc chi Gayenna. Gayenna orizaba được Richard C. Banks miêu tả năm 1898.